# Антия, Борис Тукович
Борис Тукович Антия, другой вариант — Буба Токович (1919 год, село Ткварчели, Сухумский округ, Кутаисская губерния — неизвестно, Ткварчели, Абхазская АССР, Грузинская ССР) — звеньевой колхоза имени Берия Очемчирского района, Абхазская АССР, Грузинская ССР. Герой Социалистического Труда (1949).

## Биография
Родился в 1919 году в крестьянской семье в селе Ткварчали Сухумского округа (сегодня — город).
Участвовал в Великой Отечественной войне. Воевал слесарем — красноармейцем при обороне Кавказа в составе 8-й железнодорожной передвижной авторемонтной мастерской 49-й передвижной ремонтной базы (49 прб 8ж/д).
После демобилизации возвратился в Абхазию, где стал трудиться звеньевым полеводческого звена в колхозе имени Берия (с 1953 года — колхоза имени Ленина) Очемчирского района. В 1948 году звено под его руководством собрало в среднем с каждого гектара по 89,6 центнеров кукурузы на участке площадью 10 гектаров. Указом Президиума Верховного Совета СССР от 3 мая 1949 года удостоен звания Героя Социалистического Труда за «получение высоких урожаев кукурузы и табака в 1948 года» с вручением ордена Ленина и золотой медали «Серп и Молот» (№ 3541).
Этим же Указом званием Героя Социалистического Труда были награждены председатель колхоза имени Берия Очемчирского района Тото Пехович Аршба и пятеро тружеников колхоза, в том числе бригадиры Гванджа Пехович Аршба, Сиварна Кидсакович Аршба, Платон Филиппович Убирия.
После выхода на пенсию проживал в Ткварчели. Дата его кончины не установлена.
Награды
- Герой Социалистического Труда
- Орден Ленина
- Медаль «За оборону Кавказа» (01.05.1944)
- Медаль «За трудовую доблесть» (21.02.1948)